# Сантолина
Сантоли́на (лат. Santolina) — род небольших вечнозелёных кустарников семейства Астровые, или Сложноцветные (Asteraceae), произрастающих в районе Средиземноморья. По разным источникам, в род включают от 5 до 24 видов.

## Ботаническое описание
Представители данного рода обычно достигают от 10 до 60 см в высоту.
Листья простые и длинные у некоторых видов, или перистые, мелкодисперсные у других видов, часто покрыты густым серебристым пушком.
Цветки жёлтые, собраны в плотные шаровидные соцветия 1—2 см в диаметре, в верхней части тонких стеблей, которые на 10—25 см выше листьев.

## Виды
По информации базы данных The Plant List, род включает 20 видов:
- Santolina africana Jord. & Fourr.
- Santolina benthamiana Jord. & Fourr.
- Santolina canescens Lag.
- Santolina chamaecyparissus L.
- Santolina corsica Jord. & Fourr.
- Santolina decumbens Mill.
- Santolina elegans Boiss. ex DC.
- Santolina etrusca (Lacaita) Marchi & D'Amato
- Santolina insularis (Gennari[итал.] ex Fiori) Arrigoni
- Santolina magonica Romo
- Santolina melidensis (Rodr.Oubiña & S.Ortiz) Rodr.Oubiña & S.Ortiz
- Santolina neapolitana Jord. & Fourr.
- Santolina oblongifolia Boiss.
- Santolina pectinata Lag.
- Santolina pinnata Viv.
- Santolina rosmarinifolia L.
- Santolina semidentata Hoffmanns. & Link
- Santolina tincloria Molina
- Santolina villosa Mill.
- Santolina virens Mill.